# Waiting Around to Die
 (septembre 2017).
Si vous disposez d'ouvrages ou d'articles de référence ou si vous connaissez des sites web de qualité traitant du thème abordé ici, merci de compléter l'article en donnant les références utiles à sa vérifiabilité et en les liant à la section « Notes et références ».
Pistes de For the Sake of the Song
(Quicksilver Daydreams of) Maria
(3) I'll Be There in the Morning
(4)
Pistes de Townes Van Zandt
Columbine
(2) Don't You Take It Too Bad
(4)
Waiting Around to Die est une chanson folk/country écrite et enregistrée par le chanteur, auteur, compositeur texan Townes Van Zandt. C'est l'une des chansons les plus connues de Van Zandt. La chanson raconte les tristes épisodes de la vie d'un vagabond fictif : Un père violent, l'abandon par sa mère, les filles faciles, la prison, la drogue et l'alcool. La chanson est publiée pour la première fois en 1968 sur le premier album de Van Zandt For the Sake of the Song et sur son album suivant Townes Van Zandt. La chanson apparaît sur plusieurs albums live notamment Live at the Old Quarter, Houston, Texas. Elle est également présente sur l'album posthume, publié en 1999, A Far Cry From Dead qui présente de nouvelles versions de ses meilleures chansons et deux morceaux inédits.
Dans le documentaire Heartworn Highways sur la musique Outlaw country on peut voir Townes Van Zandt jouer le morceau chez lui à Austin au Texas en compagnie de son ami "Walking Blacksmith" Seymore Washington.
Alors qu'il joue l'introduction du morceau en arpège on peut entendre Van Zandt dire qu'il s'agit du premier qu'il a écrit.
Dans le documentaire biographique sur la vie et l’œuvre de Townes Van Zandt, Be Here to Love Me, on peut y voir sa première épouse dire que ce fut la première chanson qu'il écrivit durant leur mariage dans leur petit appartement de Houston au Texas.

## Reprises et utilisations
La chanson a été reprise par de nombreux artistes : The Goddamn Gallows, The Lemonheads, The Be Good Tanyas, Matt Cutillo & Plastic Jesus, Whitey Morgan and the 78's, The Devil Makes Three et Michael Kiwanuka.
Waiting 'Round to Die est utilisé en 2010, dans l'épisode 7 de la saison 3 de la série True Blood, en 2016 dans l'épisode 9 de la saison 1 de la série Billions, dans l'épisode 11 de la saison 5 de Hell on Wheels : L'Enfer de l'Ouest dans une version légèrement modifiée de la version de l'album A Far Cry From Dead.
En 2009 la version des The Be Good Tanyas est utilisée dans l'épisode 3 de la saison 2 de Breaking Bad' et en 2018 dans l'épisode 2 de la saison 2 de Ozark. Elle est chantée avec Calvin Russell. Cette version de The Be Good Tanyas est également utilisée en 2018 en guise de générique d’introduction dans le jeu The Walking Dead: Ultime Saison, développé par Telltale Games.